# Georges Garen
Georges Garen (1854-1913) est un artiste peintre et graveur aquafortiste français.

## Biographie
Georges Félix Saintin Garen est né le 24 février 1854 à Paris, au 12, boulevard Montmartre. Il devient l'élève de l'architecte Jean Boussard, puis d'Edmond Yon et d'Eugène Quignolot (1847-1921). Garen expose au Salon des artistes français à partir de 1883, un portrait peint et une eau-forte destinée au Moniteur des architectes représentant l'hôtel de Cluny et pour laquelle il reçoit une mention honorable. Sa présence à ce salon est continue de 1885 à au moins 1906. Devenu membre de la Société du salon des artistes français, il remporte la médaille de bronze en 1902 puis la médaille d'argent en 1906,,. Sous la direction de Boussard, Garen grave les illustrations de l'Histoire et statistique monumentale du département du Cher publié en plusieurs tomes entre 1883 et 1889.
Garen se positionne principalement comme un graveur de reproduction tout en ayant composé des travaux originaux, et même s'il a produit également quelques peintures. Sa technique préférée est l'eau-forte. Il interprète entre autres Camille Corot (avec Alfred Robaut), Henri Harpignies, Tony Robert-Fleury, Théodore Rousseau, etc. Son marchand est Goupil & Cie dès 1885, ainsi que Knoedler à New York ; Garen voit donc ses gravures reproduites dans les nombreuses publications produites par Goupil.
Pour l'ouvrage de l'archéologue et ancien commissaire de police Émile Lambin (1835-1901), La Statuaire des grandes cathédrales de France (1897), Garen produit onze eaux-fortes.
Garen enseigne également son art, entre autres à Jules-Georges-Étienne Baldenweck (1882-1965), futur directeur des usines Renault,.
Domicilié au 24 de la rue de Monttessuy, il meurt à Paris au 42, rue de Sèvres le 16 avril 1913.

## Conservation de ses œuvres

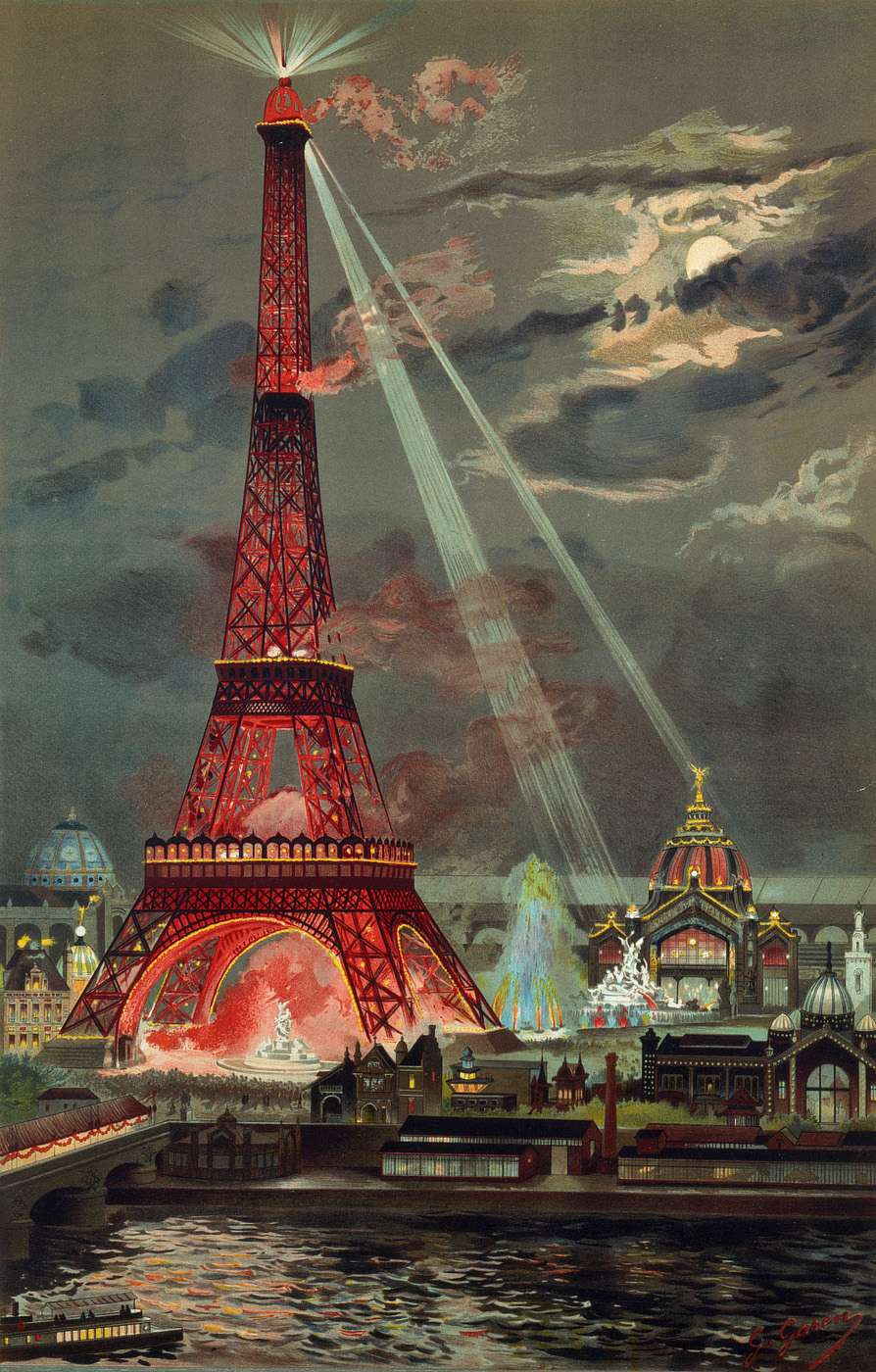
Embrasement de la Tour Eiffel pendant l’Exposition universelle de 1889, gravure en couleurs de Garen.

- British Museum : cinq eaux-fortes imprimées par A. Clément (1897)[12].
- Cherbourg, musée Thomas Henry : L'île aux peupliers, eau-forte s. d[13].
- ENSBA : deux gravures dont Cour d'honneur de l'école nationale des Beaux-Arts (1885)[14].
- Musée d'Orsay : Embrasement de la Tour Eiffel pendant l’Exposition universelle de 1889 (1889), gravure en couleurs sur zinc[11].